# Galatasaray Spor Kulübü (pallavolo maschile)
Il Galatasaray Spor Kulübü è una società pallavolistica maschile turca, con sede a Istanbul: milita nel campionato turco di Efeler Ligi e fa parte della società polisportiva Galatasaray Spor Kulübü.

## Storia
Il Galatasaray Spor Kulübü nasce nel 1922 all'interno dell'omonima società polisportiva. Prima della nascita del campionato turco organizzato dalla TVF, il club prendeva parte con successo al campionato di Istanbul ed al campionato turco (non professionistico), competizioni che si aggiudica rispettivamente diciotto e tredici volte.
Nel 1971 vince la prima edizione del campionato turco. Dopo diverse stagioni anonime, sul finire degli anni ottanta il Galatasaray vince tre campionati consecutivi, tra il 1986 ed il 1989. Nel 2000 in ambito internazionale si qualifica per la final-four di Coppa delle Coppe di Atene, dove però chiude solo al quarto posto.
Nel 2010 il Galatasaray giunge fino alla finale di Coppa di Turchia, perdendo sia all'andata che al ritorno contro lo Ziraat Bankası. Due anni dopo disputa un'altra finale, ma perdendola nuovamente; questa volta nel derby cittadino con il Fenerbahçe. Conquista nuovamente un trofeo in occasione della Supercoppa turca 2019.

## Rosa 2023-2024
| N° | Nome                | Ruolo | Data di nascita   | Nazionalità sportiva |
| -- | ------------------- | ----- | ----------------- | -------------------- |
| 1  | Nikola Mijailović   | S     | 8 agosto 1989     | Serbia               |
| 2  | Jan Hadrava         | O     | 3 giugno 1991     | Rep. Ceca            |
| 5  | Burak Güngör        | S     | 28 luglio 1993    | Turchia              |
| 7  | Ahmet Tümer         | C     | 15 settembre 2001 | Turchia              |
| 9  | Beytullah Hatipoğlu | L     | 24 febbraio 1992  | Turchia              |
| 10 | Muzaffer Yönet      | P     | 18 giugno 1997    | Turchia              |
| 11 | Miran Kujundžić     | S     | 19 giugno 1997    | Serbia               |
| 12 | Aykut Acar          | C     | 14 febbraio 2000  | Turchia              |
| 13 | Oğuzhan Karasu      | C     | 16 giugno 1995    | Turchia              |
| 14 | Selim Kalaycı       | O     | 12 febbraio 2000  | Turchia              |
| 16 | Onur Günaydı        | S     | 28 settembre 2002 | Turchia              |
| 17 | Jan Zimmermann      | P     | 12 febbraio 1993  | Germania             |
| 19 | Ozan Ataseven       | L     | 7 luglio 2004     | Turchia              |
| 23 | Çağatay Durmaz      | C     | 5 aprile 1994     | Turchia              |

## Palmarès
- Campionato turco: 4

1970-71, 1986-87, 1987-88, 1988-89
- Supercoppa turca: 1

2019
- BVA Cup: 1

2016